# 발다 오스본

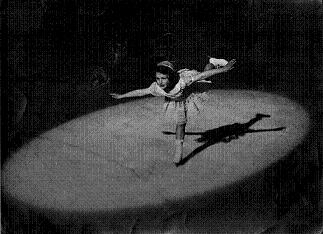

발다 오스본(1934년 9월 17일 ~)은 영국의 피겨 스케이팅 선수이다.
그녀는 1953년 세계 선수권 대회에서 동메달을 획득했다.
그녀는 한 노르웨이 오슬로에서 열린 1952년 동계 올림픽에서 자신의 나라를 대표했고 11위를 했다.

## 개인 생활
발다 오스본은 1934년에 영국 웸블리에서 태어났다.
2차 세계 대전 동안, 그녀는 리치몬드로 이주했고 리치몬드 아이스 링크장과 가까운 리치몬드 브릿지에서 살았다.
그녀는 자신의 교육을 위해 개인 교사로 일했다.
1953년에 프로로 전향한후, 오스본은 브라이튼에 거주했다.

## 선수 경력
오스본은 2세때 웸블리 아이스 링크장에서 스케이트를 배우기 시작했다.
그녀는 아놀드 게르쉬윌러의 지도를 받았다.
2차 세계 대전 동안, 웸블리 아이스 링크장은 전기를 저장하기 위해 폐쇄되었다.
그녀는 리치몬드 아이스 링크장으로 이동했고, 전용 링크장은 전쟁 기간에 열려있었다.
오스본은 전쟁 기간과 전쟁 후에 리치몬드에서 스케이트를 계속했다.
그녀는 1952년 동계 올림픽에 출전했고 11위를 했다.
1953년에, 오스본은 도르트문트에서 열린 유럽 선수권 대회에서 금메달을 획득했다.
1953년 말에, 그녀는 스위스 다보스에서 열린 세계 선수권 대회에서 동메달을 획득했다.
오스본은 1953년에 프로로 전향했다.

## 대회 성적
| international    | international | international | international | international | international |
| Event            | 1949          | 1950          | 1951          | 1952          | 1953          |
| ---------------- | ------------- | ------------- | ------------- | ------------- | ------------- |
| 동계 올림픽      |               |               |               | 11th          |               |
| 세계 선수권 대회 | 12th          | 13th          | 9th           | 8th           | 3rd           |

## 참조
1. sports-reference.com